# Luchthaven Sogndal Haukåsen
Luchthaven Sogndal Haukåsen is een lokaal vliegveld in de gemeente Sogndal in de provincie Vestland in het westen van Noorwegen. Het ligt bij het dorp Haukåsen, langs de Sognefjord.
Sogndal Haukåsen werd geopend in 1971.  Het vliegveld wordt bediend door Widerøe. De maatschappij verzorgt vluchten naar onder meer Oslo en Bergen.